# Issama Mpeko
Djo Issama Mpeko (Mbandaka, 1986. március 3. –) kongói DK válogatott labdarúgó, aki jelenleg a Linafoot bajnokságában érdekelt TP Mazembe játékosa.
A Kongói DK labdarúgó-válogatott tagjaként részt vett a 2013-as afrikai nemzetek kupáján és a 2015-ös afrikai nemzetek kupáján.

## Külső hivatkozások
- Issama Mpeko adatlapja a National-Football-Teams.com oldalon (angolul)

- Issama Mpeko – a FIFA adatbázisában
- Issama Mpeko Transfermarkt